# ウマ娘 プリティーダービー 新時代の扉 オリジナル・サウンドトラック
『劇場版『ウマ娘 プリティーダービー 新時代の扉』オリジナル・サウンドトラック』（げきじょうばん ウマむすめ プリティーダービー しんじだいのとびら オリジナル・サウンドトラック）は、2024年5月24日にLantis（バンダイナムコミュージックライブ）から発売されたCD。

## 概要
2024年5月24日公開のアニメ映画『ウマ娘 プリティーダービー 新時代の扉』で使用された主題歌・挿入歌・劇伴を収録したアルバム。大石昌良が作詞・作曲した劇場版主題歌「Ready!! Steady!! Derby!!」に加えて、劇場版の世界を彩る挿入歌3曲と、横山克が手掛けた劇伴19トラックを収録している。

## 収録曲
| 特記の無い曲は横山克作曲。 | |                                         |                               |                                             |                |       |
| #                          | タイトル | 作詞                                    | 作曲                          | 編曲                                        |                | 時間  |
| 1.                         | 「Ready!! Steady!! Derby!!」(歌：ジャングルポケット（藤本侑里）、アグネスタキオン（上坂すみれ）、マンハッタンカフェ（小倉唯）、ダンツフレーム（福嶋晴菜）) | 大石昌良                                | 大石昌良                      | eba（F.M.F） ストリングスアレンジ：岩嵜壮志 | ガヤのみなさん | 4:18  |
| 2.                         | 「Beyond the Finale」(歌：ジャングルポケット（藤本侑里）) | アッシュ井上（Dream Monster）、柿沼雅美 | アッシュ井上（Dream Monster） | アッシュ井上（Dream Monster）               |                | 4:34  |
| 3.                         | 「PRISMATIC SPURT!!!!」(歌：ジャングルポケット（藤本侑里）、アグネスタキオン（上坂すみれ）、マンハッタンカフェ（小倉唯）、ダンツフレーム（福嶋晴菜）) | 柿沼雅美                                | 佐藤厚仁（Dream Monster）     | 佐藤厚仁（Dream Monster）                   |                | 5:10  |
| 4.                         | 「うまぴょい伝説」(歌：ジャングルポケット（藤本侑里）、アグネスタキオン（上坂すみれ）、マンハッタンカフェ（小倉唯）、ダンツフレーム（福嶋晴菜）、フジキセキ（松井恵理子）、テイエムオペラオー（徳井青空）、ナリタトップロード（中村カンナ）、メイショウドトウ（和多田美咲）、アドマイヤベガ（咲々木瞳）、オグリキャップ（高柳知葉）、ダイワスカーレット（木村千咲）、アグネスデジタル（鈴木みのり）、ユキノビジン（山本希望）、ライスシャワー（石見舞菜香）、エアシャカール（津田美波）、カレンチャン（篠原侑）、ゴールドシチー（香坂さき）、トーセンジョーダン（鈴木絵理）、ハルウララ（首藤志奈）、キングヘイロー（佐伯伊織）、ヒシミラクル（春日さくら）) | 本田晃弘（Cygames）                     | 本田晃弘（Cygames）           | 本田晃弘（Cygames）                         |                | 4:29  |
| 5.                         | 「Ready!! Steady!! Derby!!（Anime Size）」(歌：ジャングルポケット（藤本侑里）、アグネスタキオン（上坂すみれ）、マンハッタンカフェ（小倉唯）、ダンツフレーム（福嶋晴菜）) | 大石昌良                                | 大石昌良                      | eba（F.M.F） ストリングスアレンジ：岩嵜壮志 | ガヤのみなさん | 1:49  |
| 6.                         | 「Twinkle Miracle」 |                                         |                               |                                             |                | 2:57  |
| 7.                         | 「G1 Debut」 |                                         |                               |                                             |                | 1:51  |
| 8.                         | 「Jungle Bruise」 |                                         |                               |                                             |                | 3:18  |
| 9.                         | 「U=ma2」 |                                         |                               |                                             |                | 1:14  |
| 10.                        | 「ISUDON DECLARATION」 |                                         |                               |                                             |                | 3:21  |
| 11.                        | 「LiGhTnIn' TaChYoN」 |                                         |                               |                                             |                | 1:53  |
| 12.                        | 「Willow Promise」 |                                         |                               |                                             |                | 1:01  |
| 13.                        | 「2.00.3」 |                                         |                               |                                             |                | 3:41  |
| 14.                        | 「Phantom Star」 |                                         |                               |                                             |                | 3:23  |
| 15.                        | 「Old Man's Words」 |                                         |                               |                                             |                | 2:25  |
| 16.                        | 「2400m Proof」 |                                         |                               |                                             |                | 4:58  |
| 17.                        | 「NoiZy Fanfare」 |                                         |                               |                                             |                | 2:16  |
| 18.                        | 「Salty Tails」 |                                         |                               |                                             |                | 1:44  |
| 19.                        | 「Hanabi Stride」 |                                         |                               |                                             |                | 2:46  |
| 20.                        | 「Gold Ghost」 |                                         |                               |                                             |                | 2:32  |
| 21.                        | 「Triangle Relay」 |                                         |                               |                                             |                | 3:40  |
| 22.                        | 「RGBreeze」 |                                         |                               |                                             |                | 3:54  |
| 23.                        | 「The Japan Cup」 |                                         |                               |                                             |                | 2:34  |
| 24.                        | 「BEGINNING OF A NEW ERA」 |                                         |                               |                                             |                | 2:44  |
| 合計時間:                  | 合計時間: | 合計時間:                               | 合計時間:                     | 合計時間:                                   | 合計時間:      | 72:32 |